# Inhibitory anhydrazy węglanowej
Inhibitory anhydrazy węglanowej – grupa leków o budowie sulfonamidowej.

Przykłady inhibitorów anhydrazy węglanowej

## Skuteczność i mechanizm działania
Są słabymi diuretykami, ich efektywność jest niewielka do 4% i utrzymuje się krótko ze względu na występujące zjawisko tolerancji i możliwość kompensacji dostarczania jonu wodorowego bez udziału anhydrazy węglanowej. Zwiększona diureza powstaje w następstwie niemożności wymiany sód-wodór, w związku z brakiem tego drugiego. Efektem jest zwiększona utrata sodu i potasu oraz wody.

## Zastosowanie
Właściwości blokowania anhydrazy węglanowej tej grupy leków, są wykorzystywane poza nerkami np. w farmakologicznym leczeniu jaskry oraz choroby wysokościowej.

## Leki należące do grupy
- acetazolamid
- metazolamid
- brynzolamid (miejscowo w leczeniu jaskry)[1]
- dorzolamid (miejscowo w leczeniu jaskry)[1]